# 善澄寺
善澄寺（ぜんちょうじ）は岐阜県岐阜市伊奈波通りにある阿弥陀如来を本尊とする浄土宗西山禅林寺派の寺院で、山号は普照山。美濃新四国5番札所。
天正3年（1575年）に織田信長の家臣を開基として、光空智普により創められた。立政寺の末寺として誓願寺や安楽寺などとともに伊奈波八ヶ寺と称され、天正10年6月4日に斎藤利堯より禁制を受けている。本尊の阿弥陀如来と地蔵菩薩は天正年間に比叡山延暦寺より移されたと伝わる。享和2年（1802年）と明治45年（1912年）に本堂の改築、平成4年（1992年）に庫裡の建て替えを行っている。